# NXT TakeOver: New York
 O NXT TakeOver: New York foi um evento de luta livre profissional  produzido pela WWE e transmitido pelo WWE Network para sua marca NXT . O evento aconteceu no dia 5 de abril de 2019, no Barclays Center, em Brooklyn, Nova York.
Cinco lutas foram disputadas no evento. Na luta principal, Johnny Gargano derrotou Adam Cole em uma luta de duas quedas para vencer o Campeonato do NXT que estava vago. Nas outras lutas também vimos, Walter derrotar Pete Dunne para ganhar o Campeonato do Reino Unido da WWE (também encerrando o reinado histórico de Dunne de 685 dias), Shayna Baszler retendo o Campeonato Feminino do NXT em um luta Fatal 4-Way, Velveteen Dream derrotando e acabando com a invencibilidade de Matt Riddle e retendo o Campeonato Norte-Americano do NXT, e os War Raiders retendo o Campeonato de Duplas do NXT contra os vencedores do Torneio Dusty Rhodes Tag Team Classic Aleister Black e Ricochet.

## Produção
TakeOver é uma série de eventos de luta livre profissional que começou em 29 de maio de 2014, quando o território de desenvolvimento da WWE, NXT, realizou sua segunda transmissão ao vivo exclusiva da WWE Network, anunciada como TakeOver. Nos meses seguintes, o apelido "TakeOver" tornou-se a marca usada pela WWE para todos os seus especiais do NXT ao vivo. Em março de 2018, foi anunciado que a WrestleMania 35 seria realizada no MetLife Stadium, com o TakeOver associado ao evento sendo realizado no Barclays Center no Brooklyn.O Takeover Nova York foi o 24º evento da cronologia NXT TakeOver. 

## Resultados
| Nº                                          | Resultados                                                                               | Estipulações                                           | Tempo |
| ------------------------------------------- | ---------------------------------------------------------------------------------------- | ------------------------------------------------------ | ----- |
| 1                                           | Street Profits (Angelo Dawkins e Montez Ford) derrotaram Fabian Aichner e Marcel Barthel | Luta de duplas                                         | N/A   |
| 2                                           | Jaxson Ryker derrotou Danny Burch                                                        | Luta individual                                        | N/A   |
| 3                                           | Candice LeRae derrotou Aliyah (com Vanessa Borne)                                        | Luta individual                                        | N/A   |
| 4                                           | War Raiders (Hanson e Rowe) (c) derrotaram Aleister Black e Ricochet                     | Luta de duplas pelo Campeonato de Duplas do NXT        | 18:50 |
| 5                                           | Velveteen Dream (c) derrotou Matt Riddle                                                 | Luta individual pelo Campeonato Norte-Americano do NXT | 17:35 |
| 6                                           | Walter derrotou Pete Dunne (c)                                                           | Luta individual pelo Campeonato do Reino Unido da WWE  | 25:40 |
| 7                                           | Shayna Baszler (c) derrotou Bianca Belair, Io Shirai, e Kairi Sane por submissão         | Luta Fatal 4-Way pelo Campeonato Feminino do NXT       | 15:45 |
| 8                                           | Johnny Gargano derrotou Adam Cole 2–1                                                    | Luta de duas quedas pelo vago Campeonato do NXT        | 38:25 |
| (c) – Refere-se aos campeões antes da luta. |                                                                                          |                                                        |       |

### Torneio Dusty Rhodes Tag Team Classic
|  | Primeira fase NXT Gravado em 20 de fevereiro de 2019 e transmitido em 6 de março de 2019 | Primeira fase NXT Gravado em 20 de fevereiro de 2019 e transmitido em 6 de março de 2019 | Primeira fase NXT Gravado em 20 de fevereiro de 2019 e transmitido em 6 de março de 2019 |                           |     | Semifinal NXT Gravado em 20 de fevereiro de 2019 e transmitido em 13 de março de 2019 | Semifinal NXT Gravado em 20 de fevereiro de 2019 e transmitido em 13 de março de 2019 | Semifinal NXT Gravado em 20 de fevereiro de 2019 e transmitido em 13 de março de 2019 |  |  | Final NXT Gravado em 13 de março de 2019 e transmitido em 27 de março de 2019 | Final NXT Gravado em 13 de março de 2019 e transmitido em 27 de março de 2019 | Final NXT Gravado em 13 de março de 2019 e transmitido em 27 de março de 2019 |  |
|  |                                                                                          |                                                                                          |                                                                                          |                           |     |                                                                                       |                                                                                       |                                                                                       |  |  |                                                                               |                                                                               |                                                                               |  |
|  | 1                                                                                        | Moustache Mountain (Trent Seven e Tyler Bate)                                            | Pin                                                                                      |                           |     |                                                                                       |                                                                                       |                                                                                       |  |  |                                                                               |                                                                               |                                                                               |  |
|  | 1                                                                                        | Moustache Mountain (Trent Seven e Tyler Bate)                                            | Pin                                                                                      |                           |     |                                                                                       |                                                                                       |                                                                                       |  |  |                                                                               |                                                                               |                                                                               |  |
|  | 8                                                                                        | Street Profits (Angelo Dawkins e Montez Ford)                                            |                                                                                          |                           |     |                                                                                       |                                                                                       |                                                                                       |  |  |                                                                               |                                                                               |                                                                               |  |
|  | 8                                                                                        | Street Profits (Angelo Dawkins e Montez Ford)                                            | Moustache Mountain                                                                       |                           |     |                                                                                       |                                                                                       |                                                                                       |  |  |                                                                               |                                                                               |                                                                               |  |
|  |                                                                                          |                                                                                          |                                                                                          |                           |     |                                                                                       |                                                                                       |                                                                                       |  |  |                                                                               |                                                                               |                                                                               |  |
|  |                                                                                          |                                                                                          | The Forgotten Sons                                                                       | The Forgotten Sons        | Pin |                                                                                       |                                                                                       |                                                                                       |  |  |                                                                               |                                                                               |                                                                               |  |
|  | 4                                                                                        | Oney Lorcan e Danny Burch                                                                | The Forgotten Sons                                                                       | The Forgotten Sons        | Pin |                                                                                       |                                                                                       |                                                                                       |  |  |                                                                               |                                                                               |                                                                               |  |
|  | 4                                                                                        | Oney Lorcan e Danny Burch                                                                |                                                                                          |                           |     |                                                                                       |                                                                                       |                                                                                       |  |  |                                                                               |                                                                               |                                                                               |  |
|  | 5                                                                                        | The Forgotten Sons (Steve Cutler e Wesley Blake)                                         | Pin                                                                                      |                           |     |                                                                                       |                                                                                       |                                                                                       |  |  |                                                                               |                                                                               |                                                                               |  |
|  | 5                                                                                        | The Forgotten Sons (Steve Cutler e Wesley Blake)                                         | Pin                                                                                      | The Forgotten Sons        |     |                                                                                       |                                                                                       |                                                                                       |  |  |                                                                               |                                                                               |                                                                               |  |
|  |                                                                                          |                                                                                          |                                                                                          |                           |     |                                                                                       |                                                                                       |                                                                                       |  |  |                                                                               |                                                                               |                                                                               |  |
|  |                                                                                          |                                                                                          | Aleister Black e Ricochet                                                                | Aleister Black e Ricochet | Pin |                                                                                       |                                                                                       |                                                                                       |  |  |                                                                               |                                                                               |                                                                               |  |
|  | 2                                                                                        | DIY (Tommaso Ciampa e Johnny Gargano)                                                    | Aleister Black e Ricochet                                                                | Aleister Black e Ricochet | Pin | Pin                                                                                   |                                                                                       |                                                                                       |  |  |                                                                               |                                                                               |                                                                               |  |
|  | 2                                                                                        | DIY (Tommaso Ciampa e Johnny Gargano)                                                    |                                                                                          |                           |     |                                                                                       |                                                                                       |                                                                                       |  |  |                                                                               |                                                                               |                                                                               |  |
|  | 7                                                                                        | The Undisputed Era (Kyle O'Reilly e Bobby Fish)                                          |                                                                                          |                           |     |                                                                                       |                                                                                       |                                                                                       |  |  |                                                                               |                                                                               |                                                                               |  |
|  | 7                                                                                        | The Undisputed Era (Kyle O'Reilly e Bobby Fish)                                          | DIY                                                                                      |                           |     |                                                                                       |                                                                                       |                                                                                       |  |  |                                                                               |                                                                               |                                                                               |  |
|  |                                                                                          |                                                                                          |                                                                                          |                           |     |                                                                                       |                                                                                       |                                                                                       |  |  |                                                                               |                                                                               |                                                                               |  |
|  |                                                                                          |                                                                                          | Aleister Black e Ricochet                                                                | Aleister Black e Ricochet | Pin |                                                                                       |                                                                                       |                                                                                       |  |  |                                                                               |                                                                               |                                                                               |  |
|  | 3                                                                                        | Aleister Black e Ricochet                                                                | Aleister Black e Ricochet                                                                | Aleister Black e Ricochet | Pin | Pin                                                                                   |                                                                                       |                                                                                       |  |  |                                                                               |                                                                               |                                                                               |  |
|  | 3                                                                                        | Aleister Black e Ricochet                                                                |                                                                                          |                           |     |                                                                                       |                                                                                       |                                                                                       |  |  |                                                                               |                                                                               |                                                                               |  |
|  | 6                                                                                        | Fabian Aichner e Marcel Barthel                                                          |                                                                                          |                           |     |                                                                                       |                                                                                       |                                                                                       |  |  |                                                                               |                                                                               |                                                                               |  |